# Donner (Orgel)
Der Donner (auch: Donnerzug) ist ein Effektregister der Orgel, das ein Geräusch ähnlich dem Donnergrollen erzeugt.
Durch die Betätigung dieses Registers werden die Ventile der tiefsten fünf bis sechs Pfeifen des Pedals (in der Regel bei einem 16′-Register) gleichzeitig geöffnet. Der Effekt wird durch die meistens zwangsweise entstehende Windstößigkeit verstärkt. In den Noten wird der Einsatz des Donners mit einer Wellenlinie ähnlich dem Triller gekennzeichnet. 
Eine andere Vorrichtung zum Erzeugen eines Donners ist das Donnerbrett, das so dimensioniert ist, dass es alle Pfeifen der tiefen Oktave der Pedaluntertasten gleichzeitig erklingen lässt. Der Organist drückt das Brett mit beiden Füßen nach unten. Das Donnerbrett funktioniert allerdings nur bei geraden bzw. nicht geschweiften Pedalklaviaturen problemlos.
Der Donnereffekt wurde im Barock hauptsächlich dazu eingesetzt, um bei Passionsmusiken und Passionsspielen das Erdbeben beim Tode Christi (Mt 27,51–54 ) darzustellen. Auch ein konzertanter Einsatz des Donners war möglich, so im Grand jeu avec le tonnerre des französischen Komponisten Michel Corrette in  seiner Suite du 2e ton (1787). Ein mit Manual und/oder Pedal in verschiedenen Stärken zu erzeugender Donner findet sich der (programm-)musikalischen Schilderung von Justin Heinrich Knecht: Die durch ein Donnerwetter unterbrochene Hirtenwonne (1794). Im 20. Jahrhundert kam das Donner-Register vor allem in Kino- und Rundfunkorgeln zum Einsatz, um Sturm und Gewitter zu imitieren.
Heute spielt der Donner als eigenständiges Register keine Rolle mehr, da sich dieser Effekt auch manuell herstellen lässt (durch das Anschlagen eines Clusters) und teilweise sogar als Kompositionsprinzip in die moderne Orgelmusik und Improvisation eingeflossen ist.
An der Klais-Orgel der Benediktiner-Abtei Schweiklberg in Niederbayern (2000) gibt es einen Donner. In die Altenberger Domorgel wurde im Frühjahr 2007 ebenfalls von der Firma Klais ein 64′-Donner (akustisch aus Contraposaune 32′ und labialem 21 1⁄3′) eingebaut.